# Teineïta
La teineïta és un mineral de la classe dels òxids. Rep el nom de la filó mina Teine, al Japó, la seva localitat tipus.

## Característiques
La teineïta és un tel·lurit de fórmula química Cu2+(Te4+O₃)·2H₂O. Es tracta d'una espècie aprovada per l'Associació Mineralògica Internacional, i publicada per primera vegada el 1936. Cristal·litza en el sistema ortoròmbic. La seva duresa a l'escala de Mohs és 2,5.
Segons la classificació de Nickel-Strunz, la pertany a «04.JM - Tel·lurits sense anions addicionals, amb H₂O» juntament amb els següents minerals: keystoneïta, blakeïta, emmonsita, kinichilita, zemannita i graemita.

## Formació i jaciments
Va ser descoberta al filó Takinosawa de la mina Teine, a la localitat de Sapporo (Prefectura d'Hokkaidō, Japó). També ha estat descrita en altres indrets del Japó, així com a Mèxic, els Estats Units, Bèlgica, Noruega i Rússia.